# Krystian Czernichowski
Krystian Jacek Czernichowski (ur. 6 lutego 1930 we Lwowie, zm. 13 listopada 2014 w Luksemburgu) – polski koszykarz, olimpijczyk z Tokio 1964.

## Życiorys
Jego pierwszym klubem była Cracovia. Od 1957 reprezentował barwy Wisły Kraków, z którą trzykrotnie wywalczył mistrzostwo Polski (1962, 1964, 1968), pięciokrotnie wicemistrzostwo Polski (1959, 1963, 1965, 1966, 1969), dwukrotnie brązowy medal mistrzostw Polski (1961, 1963). W ciągu dwunastu sezonów z Wisłą tylko raz nie zdobył medalu, zajmując w 1960 czwarte miejsce.
W reprezentacji Polski wystąpił w latach 1959-1964 42 razy, zdobywając 502 punkty. Był członkiem drużyny, która w 1964 zajęła na Igrzyskach Olimpijskich w Tokio szóste miejsce.
W 1955 ukończył I Liceum Ogólnokształcące im. Bartłomieja Nowodworskiego w Krakowie, w 1963 studia na Wydziale Metalurgii Akademii Górniczo-Hutniczej w Krakowie. Od 1969 mieszkał w Luksemburgu.
9 maja 1964 wziął udział w meczu Wisła Kraków (70:117) All-Stars USA. W składzie reprezentacji gwiazd znajdowali się zawodnicy NBA: Bob Pettit (Hawks), Tom Heinsohn (Celtics), Bill Russell (Celtics), Oscar Robertson (Royals), Jerry Lucas (Royals), Tom Gola (Knicks), Bob Cousy, K.C. Jones (Celtics). W spotkaniu tym zanotował 10 punktów.